# Lorita
Lorita is een geslacht van vlinders van de familie bladrollers (Tortricidae), uit de onderfamilie Olethreutinae.

## Soorten
- L. baccharivora Pogue, 1988
- L. lepidulana (Forbes, 1931)
- L. scarificata (Meyrick, 1917)